# Ilia Bondarenko
Pour les articles homonymes, voir Bondarenko.
Ne pas confondre avec le pilote de moto Ilya Bondarenko, né le 16 février 1982.
Ilia Bondarenko (en russe : Илья Евграфович Бондаренко), né le 18 juillet 1870 à Oufa et mort le 21 juillet 1947 à Moscou, est un architecte russe puis soviétique connu entre autres pour son style d'architecture dit de vieux-croyants développé entre 1905 et 1917, comme par exemple l'église de la Résurrection-du-Christ-et-de-l'Intercession-de-la-Mère-de-Dieu à Moscou.

## Galerie

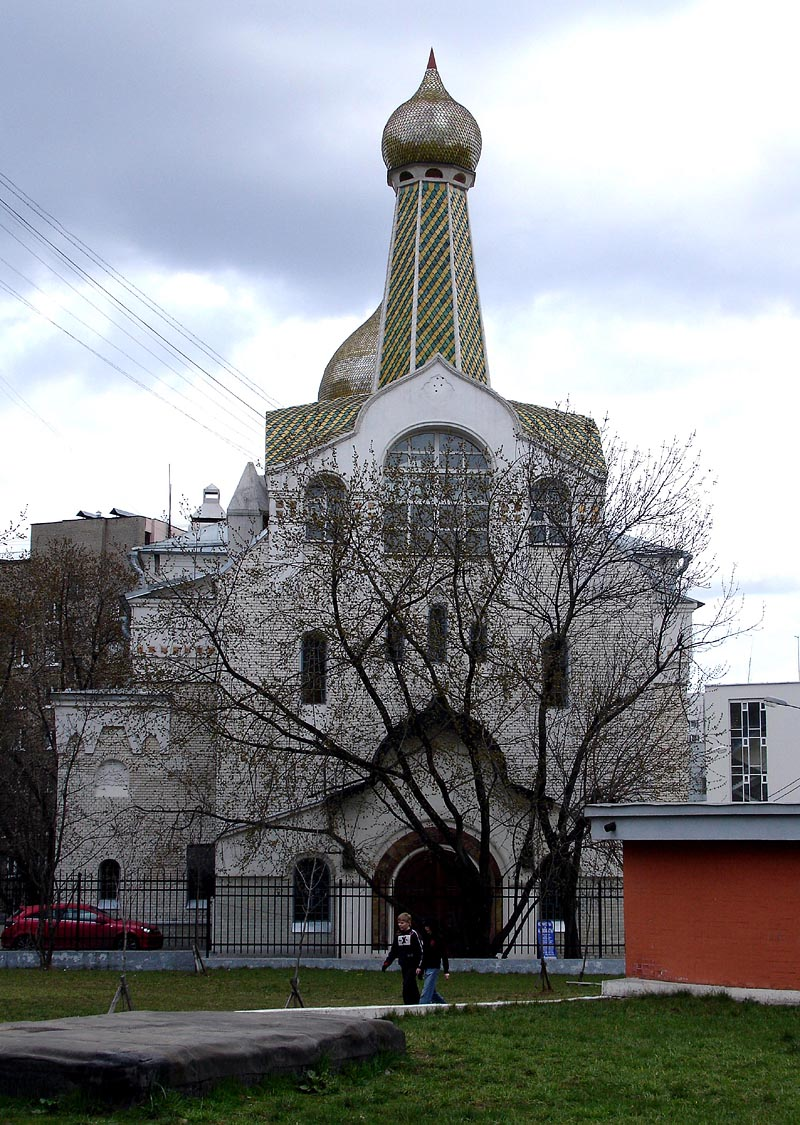
Une église conçue par Ilia Bondarenko à Moscou (style vieux-croyants), 29 ruelle Maly Gavrikov.
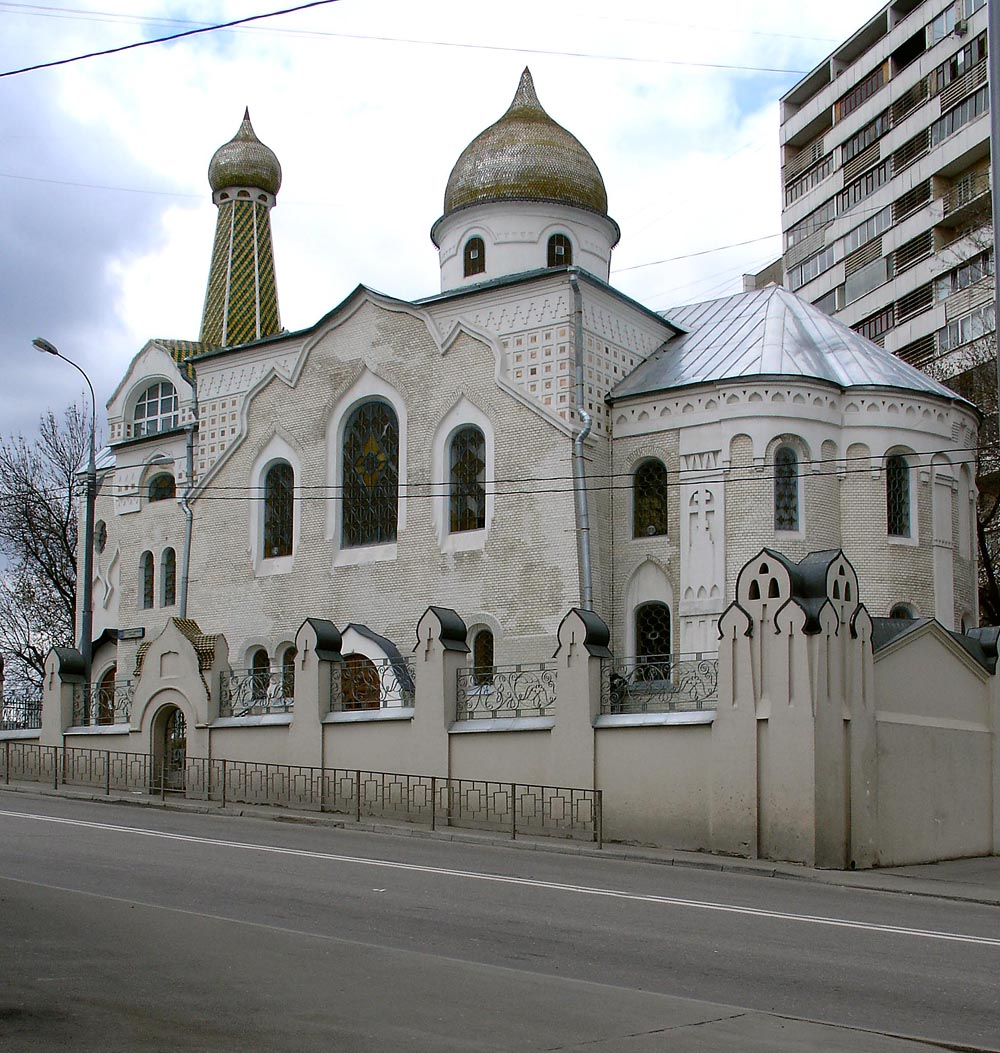
Autre vue de l'église.